# Pavilioane îndepărtate
Pavilioane îndepărtate (în engleză The Far Pavilions) este un roman epic despre istoria britanică-indiană, scris de M. M. Kaye și publicat în 1978, care prezintă povestea unui ofițer englez din India Britanică. Există multe paralele între acest roman și Kim al lui Rudyard Kipling, care a fost publicat în 1900: decorurile, tânărul băiat englez crescut de o mamă surogat indiană, „Marele Joc”, defășurat între Imperiul Britanic și Imperiul Rus. Romanul, înrădăcinat adânc în epopeele romantice ale secolului al XIX-lea, a fost considerat o capodoperă. Se bazează parțial pe scrierile biografice ale bunicului autoarei, precum și pe cunoștințele și experiențele din copilăria petrecută în India. S-a vândut în milioane de exemplare, a determinat agențiile de turism să organizeze excursii în locațiile din carte și a inspirat o adaptare pentru televiziune și o piesă muzicală.

## Rezumat
Ashton Pelham-Martyn (Ash) este fiul unui botanist britanic care călătorește prin India; se naște pe drum cu puțin timp înainte de Răscoala Șipailor din 1857. Mama lui moare din cauza febrei la scurt timp după naștere, iar tatăl său moare de holeră câțiva ani mai târziu. El este încredințat ayahului său hindus (dădacă) Sita, pentru a fi dus la rudele sale engleze din orașul Mardan. După ce a descoperit că toți feringhii englezi au fost uciși în timpul revoltei, Sita îl adoptă pe Ash, un băiețel cu piele închisă la culoare, și pleacă împreună spre un loc sigur.
În cele din urmă, ei găsesc refugiu în regatul Gulkote, unde Ashton, numit acum Ashok, își uită descendența engleză și crește ca un băiat indian nativ. În timp ce lucrează ca servitor pentru Lalji, tânărul yuveraj (prinț moștenitor) din Gulkote, Ashton se împrietenește cu prințesa Anjuli, cu stăpânul grajdurilor, Koda Dad și fiul acestuia, Zarin. La vârsta de 11 ani, Ashton descoperă o conspirație criminală împotriva lui Lalji și află că el însuși urmează să fie ucis pentru că a intervenit în complot. Promițându-i lui Anjuli că se va întoarce după ea într-o zi, el și Sita evadează din palat cu ajutorul prietenilor pe care și-i făcuseră de-a lungul anilor și fug din Gulkote. Sita, bolnavă, moare pe drum, dar nu înainte de a-i dezvălui lui Ash adevărata sa descendență și de a-i încredința scrisorile și banii pe care i le-a lăsat tatăl lui înainte de moarte.
Ashok ajunge la divizia militară despre care îi vorbise Sita și acolo este recunoscut. Numit acum Ashton, el este predat autorităților engleze și trimis în Anglia pentru o educație formală și pregătire militară. La vârsta de 19 ani, Ashton se întoarce în India ca ofițer în Corpul Ghizilor, Zarin aflându-se la frontiera de nord. El descoperă rapid că se simte împărțit între noul său statut de Ashton, un „sahib” englez, și Ashok, băiatul indian nativ din trecut.
După ce a dezertat în Afganistan (pentru a restabili onoarea soldaților săi, penalizați pentru pierderea armelor într-un atac la frontieră), Ash este suspendat din Corpul Ghizilor și trimis să escorteze o petrecere de nuntă regală în India. Petrecerea are loc în fostul regat Gulkote, cunoscut acum sub numele de Karidkote după fuzionarea cu un cnezat vecin, iar Anjuli și sora ei Shushila sunt prințesele ce urmează să se căsătorească. La petrecere se află și fratele mai mic al lui Anjuli, prințul Jhoti. După ce îi mărturisește prințesei cine este el, Ash se îndrăgostește de ea, dar conștientizează rapid obstacolele în calea acestei relații, deoarece ea nu doar că este logodită cu altul, ci aparține unei culturi străine, între ei fiind acum o prăpasie de netrecut. În perioada următoare, Ash zădărnicește un complot împotriva lui Jhoti și suferă tot mai mult din cauza sentimentelor pentru Anjuli. Cei doi sunt prinși împreună într-o furtună de nisip, iar Anjuli îi mărturisește dragostea ei lui Ash, dar nu poate fugi cu el din datorie față de sora ei, ambele fiind parte într-o căsătorie aranjată. Ash asistă la nunta lui Anjuli cu desfrânatul conducător din Bhithor și se întoarce în armată.
Doi ani mai târziu, Ash primește o veste supărătoare că liderul din Bhithor este pe moarte și că soțiile lui urmează să fie arse de vii în ritualul hindus sati. Împreună cu prietenii lui, reușește să o salveze pe Anjuli; în această luptă, Ash își pierde calul și pe majoritatea prietenilor săi. El insistă să se căsătorească cu Anjuli, în ciuda opoziției celor din jur, care susțin că acest lucru nu este doar necuvenit, ci și împotriva Legii lui Dumnezeu.
În continuare, accentul cărții se mută de la relația dintre Ash și Anjuli la disputele politice dintre Anglia și Rusia, în regiunile de la nord de granițele indiene de atunci. Anglia vrea să-și extindă teritoriul în Afganistan, iar Ash este trimis în țară ca spion pentru a transmite informații necesare pentru a crea un punct de sprijin permanent în zonă. Ceea ce urmează este o relatare a primei faze a celui de-al Doilea Război Anglo-Afgan, care a culminat cu revolta din septembrie 1879, în care a pierit întreaga misiune engleză de la Kabul. Această parte a poveștii este spusă mai ales din perspectiva celui mai bun prieten al lui Ash, Walter „Wally” Hamilton.
După revolta din Kabul, Ash și Anjuli pornesc în căutarea unui paradis în Himalaya - „pavilioanele îndepărtate” - fără prejudecăți, unde să-și poată trăi viața în pace.

## Personaje
- Ashton (Ashok) Pelham-Martyn
- Anjuli-Bai
- Koda Tata Khan
- Biju Ram
- Belinda
- D-na Viccarry
- Shushila-Bai
- Belinda Harlowe
- Kaka-ji Rao
- Walter Hamilton
- Zarin Khan
- Sita
- Lalji
- Jhoti
- Louis Cavagnari
- Wigram Battye
- Căpitanul Red Stiggins
- Angus McNulty

## Receptare critică
Pe 5 noiembrie 2019, BBC News a inclus Pavilioane îndepărtate pe lista celor mai influente 100 de romane.

## Adaptări

### Miniserie
Peter Duffel a regizat o miniserie televizată, împărțită în trei părți a câte cinci ore, bazată pe roman, cu Ben Cross în rolul lui Ashton, Amy Irving în rolul lui Anjuli, Omar Sharif în rolul lui Koda Dad și Christopher Lee în rolul lui Kaka-ji Rao. Producția a fost realizată pentru HBO și Goldcrest, cu premiera în Marea Britanie în 1984. A fost prima miniserie difuzată de HBO, cu o durată totală de 300 de minute, iar cele trei părți s-au intitulat „Întoarcere în India”, „Călătorie către Bhithor” și „Wally și Anjuli”. 
Versiunea pentru DVD a avut o durată de 140 de minute și a redus povestea la jumătate. Miniseria a avut o valoare de producție mare (cu un buget de 12 milioane de dolari, a fost cel mai scump film realizat pentru cablu la acea vreme) și este fidel cărții, deși a redus povestea lui Ashton înainte de întoarcerea în India și a mutat rebeliunea afgană și salvarea lui Anjuli. Coloana sonoră a fost compusă de Carl Davis. Filmările au avut loc cu precădere în incinta Palatului Samode din India. 
Goldcrest Films a investit 6.755.000 de lire sterline în producție; a suferit o pierdere de 2 milioane de lire sterline.
Mini-seria de televiziune din 1984 a fost disponibilă pe DVD în Marea Britanie și SUA, distribuită de Acorn Media UK.

### Piesă muzicală
Michael E. Ward a realizat adaptarea într-o piesă muzicală, Pavilioane îndepărtate, ce a avut premiera la Teatrul Shaftesbury din West End, Londra, pe 14 aprilie 2005, după două săptămâni de avanpremiere. Muzica a fost compusă de Philip Henderson. În ciuda faptului că fusese rezervat până pe 14 ianuarie 2006, spectacolul a fost sistat pe 17 septembrie 2005, în urma unui anunț din 17 august 2005. Piesa a primit recenzii mixte, dar închiderea mai devreme decât termenul prevăzut a fost atribuită unei scăderi bruște a vânzărilor de bilete după atentatele cu bombă din 7 iulie 2005 de la Londra. Cu un buget de 7 milioane de lire sterline, distribuția piesei i-a inclus pe Hadley Fraser în rolul lui Ashton, Simon Gleeson în rolul lui Walter, Gayatri Irya în rolul lui Anjuli, Kulvinder Ghir în rolul lui Rana din Bhithor și Kabir Bedi în rolul lui Kahn Sahib.
În martie 2006, aflat în India pentru a împrăștia cenușa lui M. M. Kaye în Lacul Pichola, Michael E. Ward a anunțat că a scris scenariul pentru o continuare a filmului Pavilioane îndepărtate, intitulată Fireflies (Licurici), a cărei premieră urma să aibă loc la Mumbai în ianuarie 2007. Ward spera la un contract cu scena din Londra și la o eventuală versiune de film. În 2017, compania de producție Beautiful Bay Prods., condusă de Michael E. Ward și Collin Burrows, a anunțat un remake al miniseriei, cu 30 de episoade a câte o oră, o coproducție Anglia - India, cu un buget estimat la 150 de milioane de dolari. Discuțiile continuă pentru realizarea mai multor sezoane, în principiu șase, a câte zece episoade.

### Dramă audio
Pavilioane îndepărtate a fost adaptat în Marea Britanie pentru BBC Radio 4. A fost difuzat în douăzeci de episoade de 15 minute între 31 ianuarie 2011 și 25 februarie 2011 și repetat pe BBC Radio 4 Extra în iulie și august 2015 și în februarie 2020.